# Rock 'n' Roll Is King
Singles de Electric Light Orchestra
The Way Life's Meant to Be
(1982) Secret Messages
(1983)
Pistes de Secret Messages
Train of Gold
Rock 'n' Roll Is King est une chanson d'Electric Light Orchestra tirée de l'album Secret Messages, sorti en 1983. Premier single extrait de l'album, avec After All en face B, elle se classe 13e au Royaume-Uni (dernière entrée du groupe dans le Top 20) et 19e aux États-Unis.